# Disney Channel Original Movies

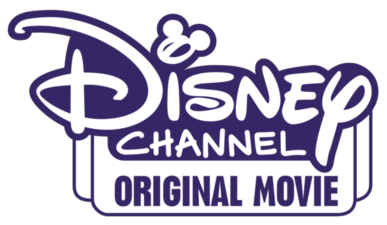
Logo serii

Disney Channel Original Movies – seria filmów fabularnych, a rzadziej animowanych, premierowo emitowanych przez Disney Channel. Marka ta zaistniała w roku 1997, gdyż wcześniej kanał nie posiadał oryginalnych filmów, a jedynie współprodukcje (od czasu startu w roku 1983).
Większość filmów pojawiło się w USA na VHS lub DVD. Niektóre z Disney Channel Original Movies pojawiły się w USA również w wersji Blu-ray, wśród nich są: Dziewczyny Cheetah: Jeden Świat, High School Musical 2, Camp Rock.
W Polsce na DVD zostały wydane tylko niektóre filmy, natomiast w formacie Blu-ray pojawiły się takie filmy jak: High School Musical, High School Musical 2. Jednak firma CD Projekt (polski dystryburor filmów Disney DVD) ma w planach poszerzenie kolekcji filmów z kategorii Disney Channel Original Movies.
Największą oglądalność w USA miał film High School Musical 2, który podczas premiery zgromadził 17 milionów widzów. Drugim pod względem oglądalności (11,4 mln widzów) był film Czarodzieje z Waverly Place: Film. Natomiast w Polsce największą oglądalność miał film Randka z gwiazdą (553 tys. widzów).

## Współprodukcje

### 1983
1. Tiger Town (9 października 1983)

### 1984
1. Gone Are the Days (6 maja 1984)
2. Love Leads the Way (7 października 1984)

### 1985
1. Lots of Luck (3 lutego 1985)
2. The Undergrads (5 maja 1985)
3. The Blue Yonder (17 listopada 1985)

### 1986
1. Help Wanted: Kids (2 lutego 1986)
2. Mr. Boogedy (20 kwietnia 1986)
3. Disney's Treasure Island (5 lipca 1986)
4. The Parent Trap II (26 lipca 1986)
5. Spot Marks the X (18 października 1986)
6. Down the Long Hills (15 listopada 1986)
7. Pieski Fluppy (27 listopada 1986)

### 1987
1. Strange Companions (28 lutego 1987)
2. Ania z Zielonego Wzgórza: Dalsze dzieje (19 maja 1987)
3. Not Quite Human (19 czerwca 1987)
4. The Christmas Visitor (5 grudnia 1987)

### 1988
1. Rock N Roll Mom (7 lutego 1988)
2. Save the Dog (19 marca 1988)
3. Night Train to Kathmandu (5 czerwca 1988)
4. Ollie Hopnoodle's Haven of Bliss (6 sierpnia 1988)
5. A Friendship in Vienna (27 sierpnia 1988)
6. Good Old Boy (11 listopada 1988)
7. Goodbye, Miss 4th of July (3 grudnia 1988)

### 1989
1. Nie wierzcie bliźniaczkom 3 (9 kwietnia 1989)
2. Not Quite Human II (23 września 1989)
3. Nie wierzcie bliźniaczkom: Hawajskie wakacje (19 listopada 1989)

### 1990
1. Lantern Hill (27 stycznia 1990)
2. Chips, the War Dog (24 marca 1990)
3. Mother Goose Rock 'n' Rhyme (19 maja 1990)
4. Back Home (7 czerwca 1990)
5. The Little Kidnappers (17 sierpnia 1990)
6. Back to Hannibal: The Return of Tom Sawyer and Huckleberry Finn (21 października 1990)

### 1991
1. Bejewelled (20 stycznia 1991)
2. Perfect Harmony (31 marca 1991)
3. Mark Twain and Me (22 listopada 1991)

### 1992
1. Still Not Quite Human (31 maja 1992)

### 1993
1. The Ernest Green Story (17 stycznia 1993)
2. Spies (7 marca 1993)
3. Hokus pokus (16 lipca 1993)
4. Heidi (18 lipca 1993)
5. Airborne (17 września 1993)

### 1994
1. On Promised Land (17 kwietnia 1994)
2. The Whipping Boy (31 lipca 1994)

### 1995
1. The Old Curiosity Shop (19 marca 1995)
2. Escape to Witch Mountain (29 kwietnia 1995)
3. The Four Diamonds (12 sierpnia 1995)

### 1996
1. The Little Riders (24 marca 1996)
2. Nightjohn (1 czerwca 1996)
3. Susie Q (1996)
4. Wish Upon A Star (1996)

### 1997
1. The Paper Brigade (25 lutego 1997)

### 2010
1. Harriet szpieguje: Wojna blogów (26 marca 2010)
2. Szesnaście życzeń (25 czerwca 2010)

## DCOMs
| Rok  | Film                                     | Premiera             | Polska premiera      |
| ---- | ---------------------------------------- | -------------------- | -------------------- |
| 1997 | Światła Północy                          | 23 sierpnia 1997     |                      |
| 1997 | Przygoda z mumią                         | 25 października 1997 |                      |
| 1998 | Szczęściarz                              | 27 czerwca 1998      |                      |
| 1998 | Brink                                    | 29 sierpnia 1998     |                      |
| 1998 | Miasteczko Halloween                     | 17 października 1998 | 20 października 2010 |
| 1999 | Dziewczyna XXI-go wieku                  | 23 stycznia 1999     | 23 stycznia 1999     |
| 1999 | Can of Worms                             | 10 kwietnia 1999     |                      |
| 1999 | Metamorfoza                              | 15 maja 1999         | 15 maja 2010         |
| 1999 | Inteligentny dom                         | 26 czerwca 1999      |                      |
| 1999 | Johnny Tsunami                           | 24 lipca 1999        | 11 września 2009     |
| 1999 | Geniusz                                  | 21 sierpnia 1999     |                      |
| 1999 | Don't Look Under the Bed                 | 9 października 1999  |                      |
| 1999 | Ostatnie takie ranczo                    | 20 listopada 1999    |                      |
| 2000 | Leć, leć w przestworza                   | 22 stycznia 2000     | 6 grudnia 2009       |
| 2000 | Kolor przyjaźni                          | 5 lutego 2000        |                      |
| 2000 | Alley Cats Strike                        | 18 marca 2000        |                      |
| 2000 | Rip Girls                                | 22 kwietnia 2000     |                      |
| 2000 | Cud na drugim torze                      | 13 maja 2000         |                      |
| 2000 | Przyrodnia siostra z innej planety       | 17 czerwca 2000      | 29 października 2011 |
| 2000 | Ready to Run                             | 14 lipca 2000        |                      |
| 2000 | Quints                                   | 18 sierpnia 2000     |                      |
| 2000 | Moje drugie ja                           | 8 września 2000      |                      |
| 2000 | Randka z wampirem                        | 13 października 2000 | 13 maja 2011         |
| 2000 | Phantom of the Megaplex                  | 10 listopada 2000    |                      |
| 2000 | Odlotowy prezent gwiazdkowy              | 1 grudnia 2000       | 13 grudnia 2014      |
| 2001 | Zenon: The Zequel                        | 12 stycznia 2001     | 27 lipca 2012        |
| 2001 | Dwanaście okrążeń                        | 15 lutego 2001       | 4 lipca 2009         |
| 2001 | Irlandzkie szczęście                     | 9 marca 2001         | 27 marca 2009        |
| 2001 | Hounded                                  | 13 kwietnia 2001     |                      |
| 2001 | Jett Jackson                             | 8 czerwca 2001       |                      |
| 2001 | Projekt „Jennie”                         | 13 lipca 2001        |                      |
| 2001 | Australijska przygoda                    | 17 sierpnia 2001     | 5 sierpnia 2010      |
| 2001 | The Poof Point                           | 14 września 2001     |                      |
| 2001 | Miasteczko Halloween II: Zemsta Kalabara | października 2001    | 31 października 2010 |
| 2001 | Lewy Mikołaj                             | 7 grudnia 2001       | 20 grudnia 2014      |
| 2002 | Zostać koszykarką                        | 18 stycznia 2002     | 25 lipca 2009        |
| 2002 | Kadet Kelly                              | 8 marca 2002         | 27 czerwca 2009      |
| 2002 | Wyznania Tru                             | 5 kwietnia 2002      |                      |
| 2002 | Poszlaka                                 | 28 czerwca 2002      |                      |
| 2002 | Możemy wygrać                            | 26 lipca 2002        | 11 lipca 2009        |
| 2002 | Światło wieczne                          | 23 sierpnia 2002     |                      |
| 2002 | Między ziemią a niebem                   | 4 października 2002  |                      |
| 2003 | Jedno życzenie                           | 10 stycznia 2003     |                      |
| 2003 | Na torze                                 | 21 marca 2003        |                      |
| 2003 | Zakręcony piątek                         | 14 maja 2003         | 6 sierpnia 2003      |
| 2003 | W ukrytej kamerze                        | 13 czerwca 2003      | 24 września 2005     |
| 2003 | Konkurs kulinarny                        | 18 lipca 2003        | 1 lipca 2010         |
| 2003 | Dziewczyny Cheetah                       | 15 sierpnia 2003     |                      |
| 2003 | Full-Court Miracle                       | 21 listopada 2003    |                      |
| 2003 | Kim Kolwiek: Było, jest i będzie         | 28 listopada 2003    |                      |
| 2004 | Wirtualny ideał                          | 16 stycznia 2004     | 14 listopada 2009    |
| 2004 | Zapasy z życiem                          | 19 marca 2004        |                      |
| 2004 | Zenon: Z3                                | 11 czerwca 2004      |                      |
| 2004 | Ucieczka z przedmieścia                  | 16 lipca 2004        |                      |
| 2004 | Tygrysi rejs                             | 6 sierpnia 2004      |                      |
| 2004 | Halloweentown High                       | 8 października 2004  |                      |
| 2005 | I wszystko jasne                         | 14 stycznia 2005     | 6 lipca 2007         |
| 2005 | Chłopięca przyjaźń                       | 11 marca 2005        | 13 czerwca 2010      |
| 2005 | Kim Kolwiek: Szatański plan              | 8 kwietnia 2005      |                      |
| 2005 | I bądź tu mądra                          | 10 czerwca 2005      | 6 marca 2011         |
| 2005 | Pieskie życie                            | 15 lipca 2005        | 13 lutego 2010       |
| 2005 | The Proud Family Movie                   | 12 sierpnia 2005     |                      |
| 2005 | Magiczny duet                            | 14 października 2005 | 2 maja 2008          |
| 2006 | High School Musical                      | 20 stycznia 2006     | 2 grudnia 2006       |
| 2006 | Piękne mleczarki                         | 26 marca 2006        | marzec 2007          |
| 2006 | Wendy Wu                                 | 16 czerwca 2006      | 26 czerwca 2007      |
| 2006 | Czytaj i płacz                           | 12 lipca 2006        | 30 sierpnia 2010     |
| 2006 | Dziewczyny Cheetah 2                     | 25 sierpnia 2006     |                      |
| 2006 | Return to Halloweentown                  | 20 października 2006 |                      |
| 2007 | Wskakuj!                                 | 12 stycznia 2007     | 4 maja 2007          |
| 2007 | Johnny Kapahala: Z powrotem na fali      | 8 czerwca 2007       | 3 sierpnia 2007      |
| 2007 | High School Musical 2                    | 27 sierpnia 2007     | 3 października 2007  |
| 2007 | Magiczny duet 2                          | 12 października 2007 | 28 listopada 2008    |
| 2008 | Tajmiaki                                 | 25 stycznia 2008     | 29 lutego 2008       |
| 2008 | Camp Rock                                | 20 czerwca 2008      | 3 października 2008  |
| 2008 | Dziewczyny Cheetah: Jeden świat          | 22 sierpnia 2008     | 24 stycznia 2009     |
| 2009 | Tatastrofa                               | 18 lutego 2009       | 18 lipca 2009        |
| 2009 | O, kurczę!                               | 24 kwietnia 2009     | 30 maja 2009         |
| 2009 | Program ochrony księżniczek              | 26 czerwca 2009      | 20 czerwca 2009      |
| 2009 | Czarodzieje z Waverly Place: Film        | 28 sierpnia 2009     | 31 października 2009 |
| 2010 | Randka z gwiazdą                         | 14 lutego 2010       | 1 maja 2010          |
| 2010 | Brat zastępowy                           | 13 sierpnia 2010     | 27 listopada 2010    |
| 2010 | Camp Rock 2: Wielki finał                | 3 września 2010      | 18 września 2010     |
| 2010 | Liceum Avalon                            | 12 listopada 2010    | 19 lutego 2011       |
| 2011 | Nie ma to jak bliźniaki: Film            | 25 marca 2011        | 18 grudnia 2011      |
| 2011 | Lemoniada Gada                           | 25 marca 2011        | 14 maja 2011         |
| 2011 | Boska przygoda Sharpay                   | 22 maja 2011         | 10 września 2011     |
| 2011 | Fineasz i Ferb: Podróż w drugim wymiarze | 5 sierpnia 2011      | 5 listopada 2011     |
| 2011 | Wymarzony luzer                          | 11 listopada 2011    | 11 lutego 2012       |
| 2011 | Powodzenia, Charlie: Szerokiej drogi     | 2 grudnia 2011       | 17 grudnia 2011      |
| 2012 | Nie-przyjaciele                          | 13 stycznia 2012     | 28 kwietnia 2012     |
| 2012 | Bunt FM                                  | 17 lutego 2012       | 19 maja 2012         |
| 2012 | Let It Shine                             | 15 czerwca 2012      | 8 września 2012      |
| 2012 | Dziewczyna kontra potwór                 | 12 października 2012 | 27 października 2012 |
| 2013 | Teen Beach Movie                         | 19 lipca 2013        | 14 września 2013     |
| 2014 | Cloud 9                                  | 17 stycznia 2014     | 15 marca 2014        |
| 2014 | Zaplikowani                              | 27 czerwca 2014      | 20 września 2014     |
| 2014 | Lepszy model                             | 15 sierpnia 2014     | 18 października 2014 |
| 2015 | Pod włos                                 | 13 lutego 2015       | 23 maja 2015         |
| 2015 | Teen Beach 2                             | 26 czerwca 2015      | 18 lipca 2015        |
| 2015 | Następcy                                 | 31 lipca 2015        | 18 września 2015     |
| 2015 | Moja niewidzialna siostra                | 9 października 2015  | 26 lutego 2016       |
| 2016 | Nianie w akcji                           | 24 czerwca 2016      | 9 września 2016      |
| 2016 | Zamiana                                  | 7 października 2016  | 18 lutego 2017       |
| 2017 | Następcy 2                               | 21 lipca 2017        | 9 września 2017      |
| 2018 | Zombi                                    | 16 lutego 2018       | 26 maja 2018         |
| 2018 | Zakręcony piątek                         | 10 sierpnia 2018     | 19 października 2018 |
| 2019 | Kim Kolwiek: Film                        | 15 lutego 2019       | 31 maja 2019         |
| 2019 | Następcy 3                               | 2 sierpnia 2019      | 11 października 2019 |

## Najwyżej odnotowane emisje w Polsce
1. Randka z gwiazdą (553 tys. widzów)[23]
2. Camp Rock 2: Wielki finał (540 tys. widzów)[24]
3. Program ochrony Księżniczek (476 tys. widzów)[25]
4. Kudłaty zaprzęg (448 tys. widzów)[26]
5. Nie ma to jak bliźniaki: Film (436 tys. widzów)[27]
6. Lemoniada Gada (426 tys. widzów)[28]
7. Szesnaście życzeń (409 tys. widzów)[23]
8. Fineasz i Ferb: Podróż w drugim wymiarze (403 tys. widzów)[29]
9. High School Musical 2 (400 tys. widzów)
10. Powodzenia, Charlie: Szerokiej drogi (384 tys. widzów)[27]

## Najwyżej odnotowane premiery w Ameryce

### W ogóle
| Miejsce | Film                              | Oglądalność (w milionach) | Rok  | Przypisy                    |
| ------- | --------------------------------- | ------------------------- | ---- | --------------------------- |
| 1       | High School Musical 2             | 17.2                      | 2007 | [ 30 ]                      |
| 2       | Czarodzieje z Waverly Place: Film | 11.4                      | 2009 | [ 31 ]                      |
| 3       | Camp Rock                         | 8.9                       | 2008 | [ 32 ]                      |
| 4       | Program ochrony księżniczek       | 8.5                       | 2009 | [ 33 ]                      |
| 5       | Teen Beach Movie                  | 8.4                       | 2013 | [ 34 ]                      |
| 6       | Wskakuj!                          | 8.2                       | 2007 | [ 35 ] [ 36 ]               |
| 7       | Dziewczyny Cheetah 2              | 8.1                       | 2006 | [ 37 ]                      |
| 8       | Camp Rock 2: Wielki finał         | 7.9                       | 2010 | [ 38 ] [ 39 ]               |
| 9       | Cadet Kelly                       | 7.8                       | 2002 | [ 40 ] [ 41 ] [ 42 ]        |
| 9       | Return to Halloweentown           | 7.8                       | 2006 | [ 43 ] [ 44 ] [ 45 ] [ 46 ] |
| 10      | High School Musical               | 7.7                       | 2006 | [ 47 ] [ 48 ] [ 49 ]        |

### Rocznie
| Rok  | Film                                     | Oglądalność |
| ---- | ---------------------------------------- | ----------- |
| 2002 | Cadet Kelly                              | 7.8         |
| 2003 | Dziewczyny Cheetah                       | 6.5         |
| 2004 | Halloweentown High                       | 6.1         |
| 2005 | Magiczny duet                            | 7.0         |
| 2006 | Dziewczyny Cheetah 2                     | 8.1         |
| 2007 | High School Musical 2                    | 17.2        |
| 2008 | Camp Rock                                | 8.9         |
| 2009 | Czarodzieje z Waverly Place: Film        | 11.4        |
| 2010 | Camp Rock 2: Wielki finał                | 7.9         |
| 2011 | Fineasz i Ferb: Podróż w drugim wymiarze | 7.6         |
| 2012 | Let It Shine                             | 5.7         |
| 2013 | Teen Beach Movie                         | 8.4         |
| 2014 | Zaplikowani                              | 5.7         |
| 2015 | Następcy                                 | 6.6         |